# Mahmoud Al Zanfaly
Mahmoud Ahmed Mohamed Ahmed El Zanfaly (en árabe محمود الزنفلي ; nacido en El Cairo, Egipto, 28 de abril de 1992) es un futbolista egipcio que juega en la posición de guardameta en el Al-Ahly de la Premier League de Egipto.

## Clubes
| Club                           | País   | Año       |
| ------------------------------ | ------ | --------- |
| Wadi Degla                     | Egipto | 2012-2013 |
| El Minya SC                    | Egipto | 2013-2014 |
| Tala'ea El-Gaish Sporting Club | Egipto | 2014-2016 |
| Aswan SC                       | Egipto | 2016-2017 |
| Al Raja SC                     | Egipto | 2017-2018 |
| Al Ittihad Alexandria Club     | Egipto | 2018-2020 |
| National Bank of Egypt SC      | Egipto | 2020-2023 |
| El Dakhleya SC                 | Egipto | 2023-     |
| →Al-Ahly                       | Egipto | 2024-act. |